# Louisiane (film)
Pour les articles homonymes, voir Louisiane (homonymie).
Pour plus de détails, voir Fiche technique et Distribution.
Louisiane est un  film franco-italo-americano-canadien de Philippe de Broca, sorti en 1984.

## Synopsis
L'action se situe en Louisiane au milieu du XIXe siècle. Virginia va se battre pour entrer en possession du domaine de Bagatelle.

## Fiche technique
- Titre original : Louisiane
- Réalisation : Philippe de Broca, assisté d'Emmanuel Gust
- Scénario : Dominique Fabre, Chuck Israël, John Melson, Étienne Périer, d'après les romans de Maurice Denuzière Louisiane et Fausse-Rivière
- Direction artistique : Ivo Cristante, Randy Moore
- Décors : John McAdam
- Costumes : John Hay
- Photographie : Michel Brault
- Affiche : Yves Thos
- Son : Jean-Charles Ruault
- Montage : Henri Lanoë
- Musique : Claude Bolling (Dee Dee Bridgewater "Louisiana waltz")
- Production déléguée : Gabriel Boustani
- Production exécutive : Denis Heroux, John Kemeny
- Société de production : 
  - Les Films A2
  -  Filmax
  -  International Cinema Corporation
  -  Radio Televisione Italiana
- Société de distribution : Parafrance
- Pays d’origine :  France |  Italie |  États-Unis |  Canada
- Langue originale : français
- Format : couleur — 35 mm — 1,37:1 — son Mono
- Genre : historique
- Durée : 187 minutes
- Dates de sortie :
  - France : 22 janvier 1984

## Distribution
- Margot Kidder : Virginia Tregan
- Ian Charleson : Clarence Dandridge
- Andréa Ferréol : Mignette
- Lloyd Bochner : Adrien Damvillier
- Victor Lanoux : Charles de Vigors
- Len Cariou : Oswald
- Hilly Hicks : Brent
- Raymond Pellegrin : Morley
- Ken Pogue : Dr Murphy
- Akosua Busia : Ivy
- Corinne Marchand : Anne McGregor
- James Bearden : Percy Templeton
- Larry Lewis : Adrien II
- Wayne Best : Major McGregor
- Ron L. Lewis : Pierre Damvillier
- Angus MacInnes : Albert
- Alex Liggett : Adrien II, enfant
- Matthew Breeding : Pierre, enfant
- Scott Burnelle : Fabian
- Kellie Brasselle : Julie
- Tara Winder : Ivy, enfant
- Mark Polley : Adrien McGregor I
- Timothy Patterson : Little Joe
- Michael J. Reynolds : Général Bank
- Ron Cural : Bradley
- Pat Perkins : Nella
- Becki Davis : Betty Templeton
- Valerian Smith : Theodore
- Beata Tyszkiewicz : Comtesse